# Conseil international limousin
Le conseil international limousin est une association internationale créée en 1973 qui regroupe les diverses associations nationales de producteurs de bovins de la race limousine.

## Origine
Le conseil international limousin est né du large développement de la limousine dans le monde entier depuis les années 1960. Cette expansion trouve en partie son origine dans les travaux du Centre d’études techniques agricoles de Pierre-Buffière menée notamment par Louis de Neuville et qui montrèrent les qualités bouchères et de rusticité de la race limousine. La possibilité de son élevage en plein air intégral lui ouvrait des voies de développement à l’étranger. 

## Conférences
Le conseil international limousin tient des conférences tous les 2 ans pour faire un point de la diffusion de la race limousine dans le monde. Voici où se sont tenues  les conférences :
- 1973 France
- 1975 États-Unis
- 1977 France
- 1979 Argentine
- 1981 Royaume-Uni
- 1984 Nouvelle-Zélande
- 1986 France
- 1988 Australie
- 1990 Danemark
- 1992 États-Unis
- 1994 Irlande
- 1996 Zimbabwe
- 1998 Brésil
- 2000 France
- 2002 Canada

## Objectifs
Les principaux objectifs du conseil international limousin sont de représenter et promouvoir la race limousine au niveau international, de mettre en relation les différentes associations nationales d’éleveurs de limousines et de diffuser les résultats scientifiques concernant la race.